# Каргалинська селезахисна гребля
Каргалинська селезахисна гребля – споруда на півдні Казахстану.
Селеві явища є типовими для північних схилів Заілійського Алатау, тому тут споруджено цілий ряд захисних гребель, однією з яких є споруда на річці Каргалинка. Її будівництво почали ще в 1986-му, проте потім призупинили через нестачу коштів. Лише в 2002 – 2003 роках Каргалинську греблю вдалось добудувати.
Гребля виконана як залізобетонна споруда складної форми – за виключенням право- та лівобережних ділянок вона складається із розташованих зигзагом секцій. Висота греблі 29 метрів, довжина 129 метрів, а ширина по основі (із урахуванням протяжних контрфорсних стінок, які розділяють русло нижче від греблі на кілька потоків) досягає 75 метрів. Об’єм селесховища становить 1,2 млн м3 селевої маси. 
23 липня 2015 року в басейні Каргалинки відбувся прорив прильодовикового моренного озера Безіменне, яке знаходилось на висоті у 3400 метрів над рівнем моря. Об’єм проривного паводку оцінюється у 260 тис м3, а на підході до Каргалинської греблі (відмітка 1350 метрів над рівнем моря) висота потоку досягала 10 – 12 метрів. Гребля змогла затримати сель, який заповнив сховище до рівня у 14 метрів. Втім, скид води через два водопропускні шлюзи у нижній частині споруди виявився завеликим для розташованого нижче русла Каргалинки. Відбувся розмив руслових відкладень (із ерозійними врізами глибиною до 2 метрів) та формування вторинного селю. Як наслідок, було зруйновано 7 мостів та пішохідних переходів, змито 27 опор ЛЕП, підтоплено майже півтисячі будинків.
В 2016-му провели роботи з укріплення берегів річки нижче від греблі бетонними спорудами (попередні габіонні під час селю не витримали).